# Frontière entre l'Idaho et l'Utah

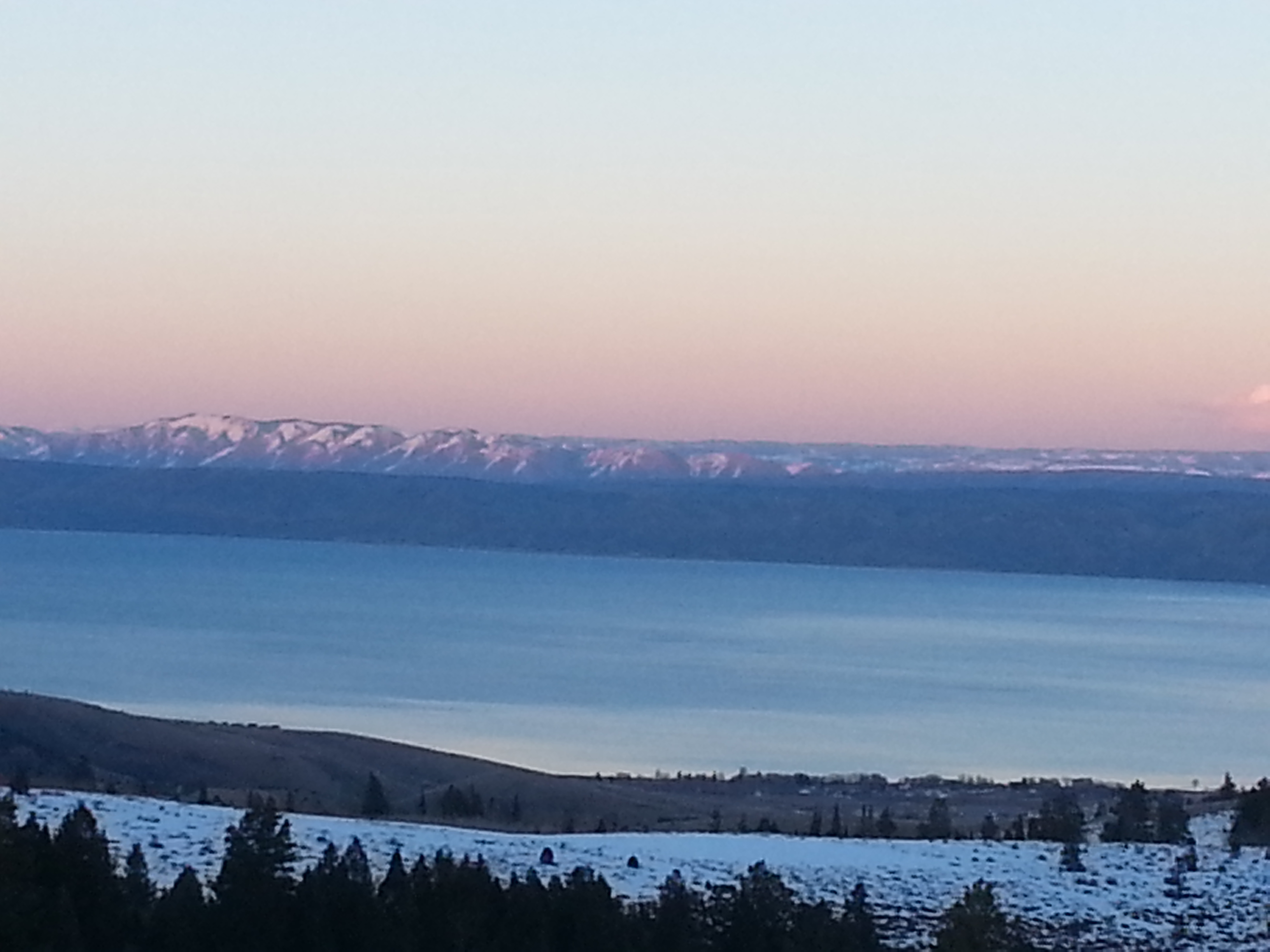
Le lac Bear est à cheval sur l'Idaho et l'Utah.

La frontière entre l'Utah et l'Idaho est une frontière intérieure des États-Unis délimitant les territoires de l'Utah au sud et de l'Idaho au nord. 
Celle-ci suit le tracé du 42e parallèle nord de son intersection avec le 117e méridien ouest à celui avec le 111e méridien ouest.
Cette limite fut établie par le Traité d'Adams-Onís signé en 1819 entre les États-Unis et l'Espagne, afin de démarquer la frontière entre l'Oregon Country et la Nouvelle-Espagne (province de Haute-Californie).